# 博利斯普林斯 (阿拉巴馬州)
博利斯普林斯（英語：Boley Springs）是一個位於美國阿拉巴馬州費耶特縣的非建制地區。該地的面積和人口皆未知。

## 地理
博利斯普林斯的座標為33°38′36″N 87°30′36″W / 33.64333°N 87.51000°W，而該地最高點為海拔高度220米（即722英尺）。